# 더 문 (2023년 영화)
"더 문"(영어: The Moon)은 2023년에 개봉한 대한민국의 SF 드라마 영화이다. 김용화가 감독과 각본을 맡았다.

## 캐스팅

### 주요 인물
- 설경구 : 김재국 역
- 도경수 : 황선우 역
- 김희애 : 윤문영 역
- 박병은 : 정민규 역
- 조한철 : 과학기술정보 통신부 장관 역
- 최병모 : 오규석 역
- 홍승희 : 강한별 역

### 주변 인물
- 최정우 : 대통령 역
- 조나단 에런 그로프 : 제임스 글렌 중령 역
- 브라이언 M. 반 하이스 : 앤디 워커 역
- 지나 테레사 윌리엄슨 : 줄리 앤더슨 역
- 잭 라이온스 : 윌리엄 존스 역
- 김혜원 : 나로 우주센터 스탭 역

### 그 외 출연진
- 브래드 리틀 : NASA 국장 역
- 폴 드 하빌랜드 : NASA 부국장 역
- 이성민 : 황규태 역 (특별출연)
- 김래원 : 이상원 역 (우정출연)
- 이이경 : 조윤종 역 (우정출연)

## 수상 목록
- 2023년 제32회 부일영화상 남자 부문 올해의 스타상 (도경수)
- 2023년 제32회 부일영화상 미술•기술상 (VFX 진종현)
- 2023년 제44회 청룡영화상 기술상 (VFX 진종현)